# Jigjidiin Mönkhbat
Jigjidiin Mönkhbat est un lutteur mongol né le 1er juin 1941 à Erdenesant (en) (Töv) et mort le 9 avril 2018 à Oulan-Bator, spécialisé en lutte libre.

## Carrière
Jigjidiin Mönkhbat remporte la médaille de bronze au championnat du monde de lutte libre de 1967 en Inde. Il bat notamment Antonsson mais perd contre le lutteur Wayne Baughman, champion panaméricain. Il s'agit de la première médaille internationale de la Mongolie.
L'année suivante, il remporte la médaille d'argent en lutte libre aux Jeux Olympiques d'été de 1968 à Mexico qui est la première médaille olympique mongole.
Durant sa carrière, il remporte 6 fois le tournoi du Naadam.

## Postérité
Sa médaille de bronze au championnat du monde de 1967 a fait de lui une légende dans son pays. En 2023, un buste à son effigie est inaugurée dans sa ville natale d'Erdesesant. En 2025, une statue en bronze est dressée devant le stade national des sports.

## Famille
Jigjidiin Mönkhbat est le père du lutteur de sumo Hakuhō Shō.

## Palmarès

### Jeux olympiques
- Médaille d'argent dans la catégorie des moins de 87 kg en 1968 à Mexico

### Championnats du monde
- Médaille de bronze dans la catégorie des moins de 87 kg en 1967 à New Delhi

### Jeux asiatiques
- Médaille de bronze dans la catégorie des moins de 87 kg en 1974 à Téhéran